# Parabolbapium aequatoriensis
Parabolbapium aequatoriensis är en skalbaggsart som beskrevs av Ide och Martinez 1994. Parabolbapium aequatoriensis ingår i släktet Parabolbapium och familjen Bolboceratidae. Inga underarter finns listade i Catalogue of Life.